# Maoba Shuiku
Maoba Shuiku (kinesiska: 毛坝水库) är en reservoar i Kina. Den ligger i provinsen Sichuan, i den sydvästra delen av landet, omkring 99 kilometer söder om provinshuvudstaden Chengdu. Maoba Shuiku ligger 450 meter över havet. Arean är 1,3 kvadratkilometer. Trakten runt Maoba Shuiku består till största delen av jordbruksmark. Den sträcker sig 2,5 kilometer i nord-sydlig riktning, och 1,8 kilometer i öst-västlig riktning.
Genomsnittlig årsnederbörd är 1 348 millimeter. Den regnigaste månaden är juli, med i genomsnitt 306 mm nederbörd, och den torraste är december, med 13 mm nederbörd.